# Damat

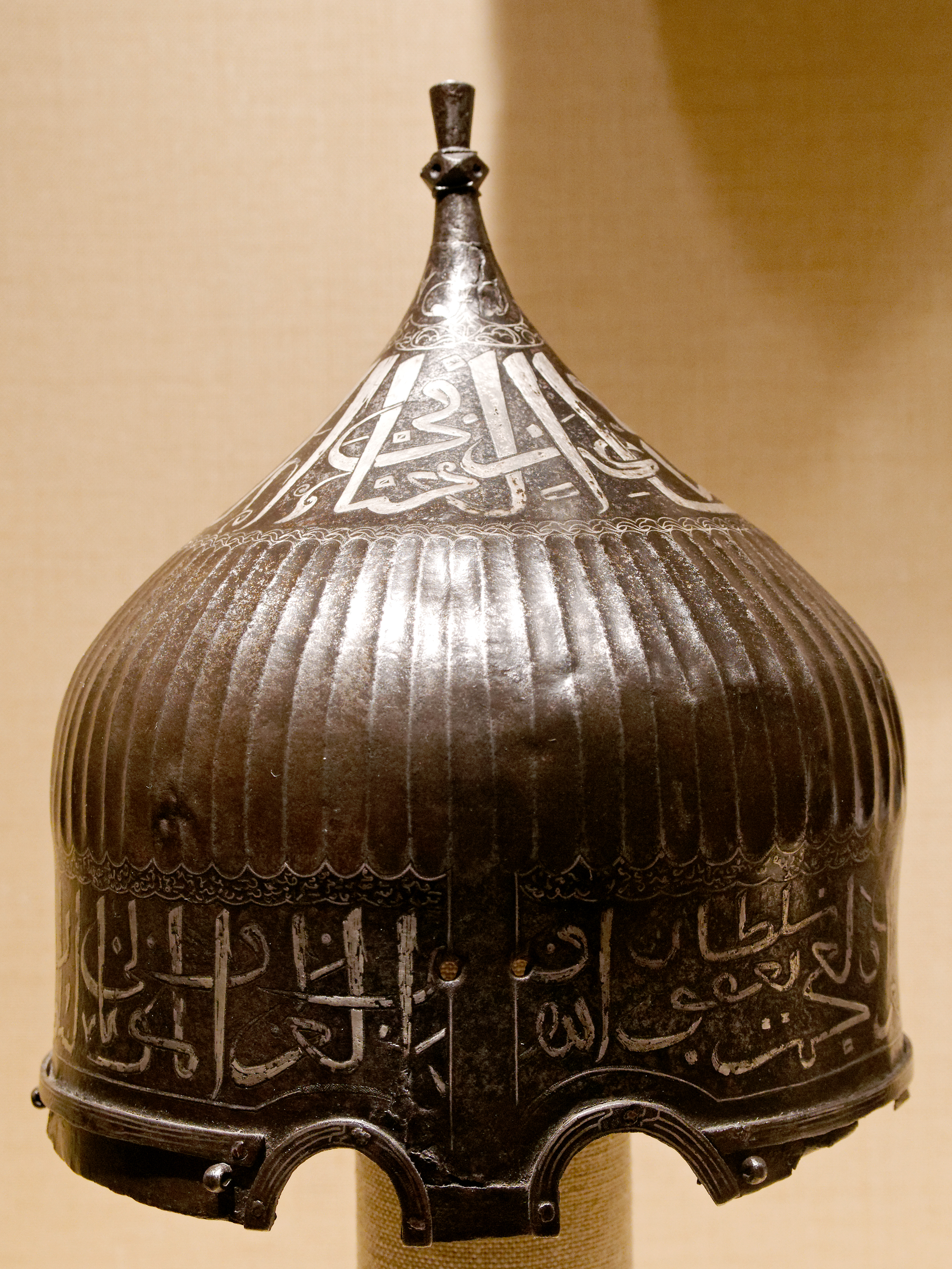
Egy szultáni sisak

Damat (törökül: damat, perzsául: داماد (dâmâd) "vőlegény") egy hivatalos oszmán cím, amely azokat a férfiakat illette, akik házasság útján léptek be az Oszmán szultáni házba, és szó szerint a dinasztia vőlegényei lettek. Ez szinte minden esetben akkor fordult elő, amikor egy férfi feleségül vett egy oszmán hercegnőt.
Többek között a következő személyek voltak az Oszmán Birodalom damatjai:
- Hersekzade Ahmed pasa, nagyvezír (1497–98, 1503–06, 1511, 1512–14, 1515–16)
- Çorlulu Damat Ali pasa, nagyvezír (1706–1710)
- Silahdar Damat Ali pasa, nagyvezír (1713–1716)
- Bayram pasa nagyvezír (1637–1638)
- Kara Davud pasa, nagyvezír (1622)
- Koca Davud pasa, nagyvezír (1482–1497)
- Ebubekir pasa, Kapudan pasa (1732–33, 1750–51)
- Enver pasa hadügyminiszter (1913–1918)
- Damat Ferid pasa, nagyvezír (1919, 1920)
- Damat Halil pasa, nagyvezír (1616–19, 1626–28)
- Damat Haszán pasa, nagyvezír (1703–1704)
- Yemişçi Hasan pasa, nagyvezír (1601–1603)
- Küçük Hüseyin pasa, Kapudan pasa (1792–1803)
- Damat Ibrahim pasa, nagyvezír (1596, 1596–97, 1599–1601)
- Nevşehirli Damat Ibrahim pasa, nagyvezír (1718–30)
- Lütfi pasa, nagyvezír (1539–1541)
- Ibşir Mustafa pasa, nagyvezír (1654-55)
- Kara Musztafa pasa, Egyiptom kormányzója (1623, 1624–26)
- Damat Mehmed Ali pasa, nagyvezír (1852–53)
- Öküz Mehmed pasa, nagyvezír (1614–1619)
- Gümülcineli Damat Nasuh Pasha, nagyvezír (1611–1414)
- Ahmed Nami bég, Szíria 5. miniszterelnöke és Szíria második elnöke (1926–28), valamint a történelem és politika oktatója
- Köprülü Numan pasa, nagyvezír (1710)
- Koca Ragıp pasa, nagyvezír (1757–1763)
- Rüstem pasa, nagyvezír (1544–53, 1555–61)
- Ahmad bég
- Ughurlu Muhammad

## Lásd még
- Yabancı Damat, egy népszerű török televíziós sorozat
- Cici Damat, a Le gendarme se marie című francia film török címe

## Fordítás
- Ez a szócikk részben vagy egészben  a   Damat című angol Wikipédia-szócikk ezen változatának fordításán alapul.  Az eredeti cikk szerkesztőit annak laptörténete sorolja fel. Ez a jelzés csupán a megfogalmazás eredetét és a szerzői jogokat jelzi, nem szolgál a cikkben szereplő információk forrásmegjelöléseként.